# Berbérati
Berbérati je grad u Srednjoafričkoj Republici, smješten 490 km zapadno od glavnog grada Banguija i 85 km istočno od granice s Kamerunom. Sjedište je prefekture Mambéré-Kadéï.
Berbérati je 1911. Francuska, u sklopu Sporazuma Maroko-Kongo, prepustila Njemačkom Carstvu, no već u Prvom svjetskom ratu ponovo su ga osvojile francuske snage.
Grad ima zračnu luku i bolnicu.
Godine 2003., Berbérati je imao 76.918 stanovnika, čime je bio treći grad po brojnosti u državi.